# Bosse Hedberg
Bo "Bosse" William Hedberg, född 27 maj 1952 i Karlstad, är en svensk diplomat.

## Biografi
Hedberg är jur.kand. från Lunds universitet och har arbetat inom utrikestjänsten sedan 1982. Han tjänstgjorde först vid generalkonsulatet i New York och vid ambassaden i Tunis. Hedberg har tjänstgjort vid representationen vid Europarådet i Strasbourg och varit chef för Utrikesdepartementets (UD) enhet för folkrätt, mänskliga rättigheter och traktaträtt. Han var ambassadör i Sarajevo 2008-2013 och ambassadör i Reykjavik 2013-2017.
Hedberg är ledamot av svenska Folkrättsdelegationen. Hedberg är gift med Christina Hedberg (född Norlin). De har två söner.